# Публичный договор
Публичный договор — по гражданскому законодательству договор, заключённый коммерческой организацией (либо другим лицом, осуществляющим предпринимательскую деятельность) и устанавливающий её обязанности по продаже товаров, выполнению работ или оказанию услуг, которые такая организация по характеру своей деятельности должна осуществлять в отношении каждого, кто к ней обратится (розничная торговля, перевозка транспортом общего пользования, обязательные виды страхования, услуги связи, энергоснабжение, медицинское, гостиничное обслуживание) и не требует нотариального заверения.
Публичный договор регулирует взаимоотношения между коммерческой организацией и массовым потребителем. Одной из его особенностей является отсутствие принципа свободы договора в отношении коммерческой организации: не допускается отказ коммерческой организации от заключения публичного договора при наличии возможности предоставить потребителю необходимые ему товары или услуги. Не допускается оказывать предпочтение одним потребителям перед другими, цены на товары и услуги должны быть одинаковыми для всех (за исключением льгот). Одна и та же коммерческая организация может совершать сделки как в рамках публичных, так и обычных договоров.
Публичный договор регламентируется статьёй 426 Гражданского кодекса Российской Федерации, статьёй 633 Гражданского кодекса Украины, статьёй 396 Гражданского кодекса Республики Беларусь, статьёй 387 Гражданского кодекса Республики Казахстан.